# Šenon Leto
Šenon Leto (engl. Shannon Leto; 9. mart 1970) je američki rok-muzičar, stariji brat muzičara i glumaca Džareda Leto. On je bubnjar alternativne rok bend "Thirty Seconds to Mars", koju je osnovao zajedno sa bratom u 1998 godini.

## Biografija

### Detinjstvo i mladost
Rođen 9. marta 1970 godine u Božer Siti, Luisijana, nedaleko od centra grada. Zajedno sa svojim bratom Džaredom Leto on je odrastao u kreativnoj porodici u okruženju muzičnih instrumenata. Po njegovom priznanju, od ranog detinjstva on počeo da "kucati" na šerpe, a to je preraslo u strast do perkusiji. Šenon sam ovladao igru na bubnjeve, kada mu je bilo 8 godine. Kada njegova porodica se pereselio u Njujork u blizini Metropolitan Opera House, to u njemu se razvio liubav do klasične muzike. Ali prvi album koj on kupio bio "Destroyer" benda Kiss. Na njegov stil igre na bubnjeve utacali su bubnjari kao John Bonham, Stewart Copeland, Keith Moon, Nick Mason i Lars Ulrich.

### Početak karjere
Pre nego što Thirty Seconds to Mars su postali popularni, Šenon je radio u džez-radionice. On je jdigrao sa njima jednu sezonu i poslje on je otišao na sledeće slušanje. Ali ga ne primiše zbog neznanja muzičke notacije. "Kada sam igrao u mojoj radionici znao sam šta da radim, dok ispred mene nisu stavili beleške", — kaže Šenon.

### Slava
U 1998. godini Šenon sa svojim detetom bratom Džaredom formira rok-bend Thirty Seconds to Mars i on je neumorno vežbao po šest-sedam sati dnevno. U intervjuu za časopis "Moderan bubnjar" (eng. Modern Drummer) on rekao: "Probe su znatno doprinele da se poboljša moje izdržljvosti i napravili moju igru više tačne". Bob Ezrin, koji je pomogao stvoriti prvi album "30 Seconds to Mars", je primetio: "Šenon je najviše snažljiv bubnjar sa kojim sam morao da radi. On nije zadovoljan običnim dodatkom ritma; njegova igra to je puna deo od opšte harmonije zapisu. On je takođe divno igra na živim nastupima. On igra sa takvom energijom da je ona samo hipnotisati". Svojom igrom Šenon inspiriše mnoge ljubitelje-muzičara koji su slušaju njihovu muziku i se ispunjeni sa novim idejama i želom da igra.
Šenon kaže: "Ja volim da ostanu iza. Obožavam ono što ja radim u naš bendu. Biti bubnjarom to je, nesumnjivo, impresivan zanimanje i to je ono što ja želim da se bave". Zbog svog omiljenog dela on morao mnogo da se žrtvuje, ali on nije veoma žali o ovim gubicima. On smatra da je bend njegov život i njegov rad. Sve ostale nije bitno.

## Dodatne činjenice
- Šenon je takođe svira gitaru i klavir. Prema njegovim rečima, on je veoma interesantno da stalno uče nešto novo u mizici.
- U njegove interese takođe ulazi profesionalne slike. Šenon je interesovan za apstraktne umetnosti i progresivan rok. On je napravio sliku za izdavanja prvog albuma — rekao njegov brat.
- Pored učešća u bendu Thirty Seconds to Mars, Šenon bio u kolu se sastoji od DJ-setova sa Antuanom Beksom koji je frontmenom u CB7.
- Za albuma "30 Seconds to Mars", "This Is War", "Love Lust Faith + Dreams" on je autor i izvođač pesama kao što su "The Struggle", "L490" i "Convergence".
- 9. marta 2015. godine Šenon zajedno sa svojim dugogodišnjim prijateljem Trevisom Andresom pokrenuo trgovanja kafanu kompaniju "Black Fuel Trading Company".

## Diskografija

### The Wondergirls
- Šenon Leto na emisije u Luke, Italija 13. јul 20131999 — Drop That Baby
- 1999 — Let's Go All The Way

### Thirty Seconds to Mars

#### Albumi
- 2002 — 30 Seconds to Mars
- 2005 — A Beautiful Life
- 2009 — This Is War
- 2013 — Love Lust Faith + Dreams

#### Mini-albumi
- 2002 — Acoustic Live Radio Show
- 2007 — AOL Sessions Undercover
- 2008 — To the Edge of the Earth

## Literatura
- Ciauro, David (2014). „Shannon Leto”. Modern Drummer. Modern Drummer Publications. 38 (8): 48—58.
- Evans, Mark (2011). „Mars Attacks”. What's On. Motivate Publishing (395): 29—30.
- Higgins, Ria (2013). „Relative Values”. The Sunday Times. News UK: 10—11. Архивирано из оригинала 28. 02. 2017. г. Приступљено 6. 04. 2014.
- King, Kelly (2012). „Drawing with Lights and Sound”. Drumhead. DH Media (31): 48—52.
- LaGambina, Gregg (2002). „30 Seconds to Mars”. The Album Network (96): 20—22.
- Winwood, Ian (18. 02. 2012). „10 Years of Life on Mars”. Kerrang!. Bauer Media Group (1402): 20—23.

## Spoljašnje veze
- Šenon Leto на сајту Internet Movie Database
- Šenon Leto u Instagram
- Šenon Leto u Facebook
- Šenon Leto u Twitter
- Šenon Leto u Vkontakte
- Black Fuel Trading Company
- Zvanični sajt Thirty Seconds to Mars